# 尾斑棘鱗魚
尾斑棘鱗魚，又稱尾斑金鱗魚、斑尾鳂、金鱗甲、鐵甲、鐵線婆，是輻鰭魚綱金眼鯛目金鱗魚科的其中一種。

## 分布
分布于东到夏威夷及塔希提岛、西到红海及马达加斯加岛、北到日本鹿儿岛的奄美岛、南到萨摩亚以及西沙群岛及南沙群岛等海域等，属于珊瑚礁区中下层肉食性海鱼。该物种的模式产地在红海。

## 深度
水深25至70公尺。

## 特徵
本魚體呈深紅色且有暗色條紋。尾柄部有銀灰色斑塊，胸鰭基部色暗。前鰓蓋骨下有一強棘，外鼻孔邊緣有小棘。體長可達25公分。

## 生態
本種棲息於珊瑚礁區或岩石底層水域，白天在礁石附近游動，或躲在陰影處，夜間則游出覓食。以甲殼類及小魚為食物。

## 經濟利用
食用魚，肉含水分較多，較適合煎烤食用，若煮砂鍋魚、薑絲清湯，味道也佳，另可做為觀賞魚。